# Felhatalmazási törvény (jogszabály)
A felhatalmazási törvény olyan törvény, amely a benne megjelölt jogviszonyok szabályozását a végrehajtó hatalomra (kormányra) bízza. A felhatalmazási törvényt, ha a főbb elveket megállapítja és csak a részletek szabályozását engedi át, kerettörvénynek nevezik. Felhatalmazási törvények azok a törvények is, melyek a kormánynak minisztériumnak a közterhek beszedésére és az állami kiadások fedezésére adnak felhatalmazást. Ilyen pl. a költségvetési törvény, amely az egész költségvetési évre vonatkozik és az indemnitás, amely csak az év egy részére. Az ilyen felhatalmazások országgyűlési tárgyalására, amennyiben a pénzügyi felhatalmazáson kívül más rendelkezést nem tartalmaznak, több tekintetben eltérő szabályok érvényesek. Kétkamarás törvényhozásnál  a felsőház jogköre is e törvényeknél korlátozott, sőt azok a felsőház hozzájárulása nélkül is törvényerőre emelkedhetnek. 

## Nevezetes felhatalmazási törvények
- Németországban a német egyesítés után Bismarck kancellár idején fogadták el az első felhatalmazási törvényt.
- Az első világháború kitörésekor, 1914-ben fogadott el a német parlament egy felhatalmazási törvényt.
- A Weimari köztársaság idején (1919–1933), több felhatalmazási törvény is volt: 3-féle ilyen törvény 1919-ben, egy-egy 1920-ban illetve 1921-ben, 3-féle 1923-ban, egy-egy 1926-ban illetve 1927-ben. A Ruhr-vidék megszállásával kapcsolatos 1923. február 23-i törvény hatálya eredetileg 1923. június 1-jéig tartott.[1] Az 1923. október 13-i és az 1923. december 8-i felhatalmazási törvények a Reichstag 1924. március 24-i feloszlatásáig hatályban maradtak.[2]
- Felhatalmazási törvény Magyarországon a koronavírus elleni védekezésről szóló 2020. évi XII. törvény
- Felhatalmazási törvény (Németország, 1933)